# Mecynotarsus faustii
Mecynotarsus faustii is een keversoort uit de familie snoerhalskevers (Anthicidae). De wetenschappelijke naam van de soort is voor het eerst geldig gepubliceerd in 1891 door Seidlitz.